# Dioscoride Pedanio
Dioscoride Pedanio (in greco antico: Πεδάνιος Διοσκουρίδης?, Pedánios Dioskourídēs; Anazarbo, 40 circa – 90 circa) è stato un botanico e medico greco antico vissuto nella Roma imperiale durante l'impero di Nerone.
Viene citato da Dante nel quarto canto dell'Inferno, nel limbo, con l'epiteto di «buono accoglitor del quale», cioè della qualità delle erbe.

## Opere

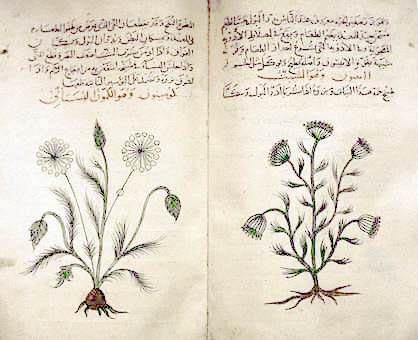
Pagine con cumino e aneto della versione araba del 1334 del De materia medica, conservata al British Museum di Londra.

Dioscoride di Anazarbo è noto principalmente come autore del trattato Sulla materia medica. Si tratta di un erbario scritto originariamente in lingua greca, che ebbe una certa influenza nella medicina medievale. Rimase in uso, sotto forma spuria di traduzioni e commenti, fino circa al XVII secolo, quando venne superato dalla nascita della medicina moderna. 

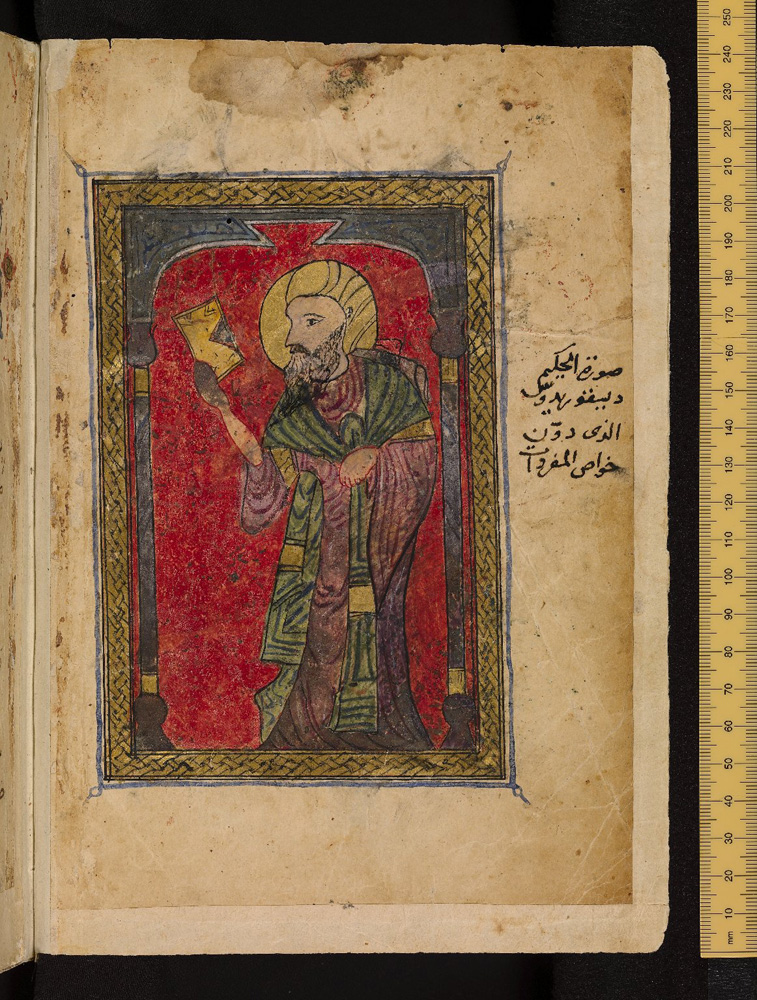
Dioscoride ritratto nel De natura medica in una versione araba del XIII secolo

Dioscoride descrive anche un macchinario rudimentale per la distillazione, dotato di un serbatoio con una sorta di testa superiore, da cui i vapori entrano in una struttura dove vengono raffreddati e poi subiscono condensazione. Questi elementi solitamente mancheranno negli apparati di distillazione medievali.
Oltre che in area greca e romana, l'opera fu conosciuta anche dagli arabi e in Asia. Ci sono pervenuti infatti svariati manoscritti di traduzioni arabe e indiane dell'opera.
Un gran numero di manoscritti illustrati testimoniano la diffusione dell'opera. Alcuni di essi risalgono circa al periodo che va dal V secolo al VII secolo dopo Cristo; il più noto tra essi è il Codex Aniciae Julianae. La principale traduzione italiana di Dioscoride è in occasione della pubblicazione della cinquecentina: I discorsi... nelli sei libri di Pedacio Dioscoride... della materia medicinale, di Valgrisi del 1568, di Mattioli. L'edizione stampata del Mattioli conteneva un commento e delle illustrazioni di buona qualità che rendevano più facile il riconoscimento della pianta.